# Római-fürdő (Gaja)
A Római-fürdő a Gaja látványos szűkülete a Veszprém vármegyei Bakonynána közelében, ahol a szintkülönbséget a patak több kisebb vízesés és zúgó formájában küzdi le, medencéket mélyítve a mészkőbe. A vízesés alatt meredek falú, rövid szurdokvölgyet vájt a kőzetbe a patak. Népszerű kirándulóhely.

## Kialakulása
A környezetben lévő kőzet kréta időszaki vastagpados mészkő, az úgynevezett Zirci Mészkő Formáció, melybe a Gaja szakaszosan bevágódott, és a völgy hátravágódásánál létre a vízesés. A szurdok kialakulása néhány millió évvel ezelőtt kezdődött, és napjainkban is tart.

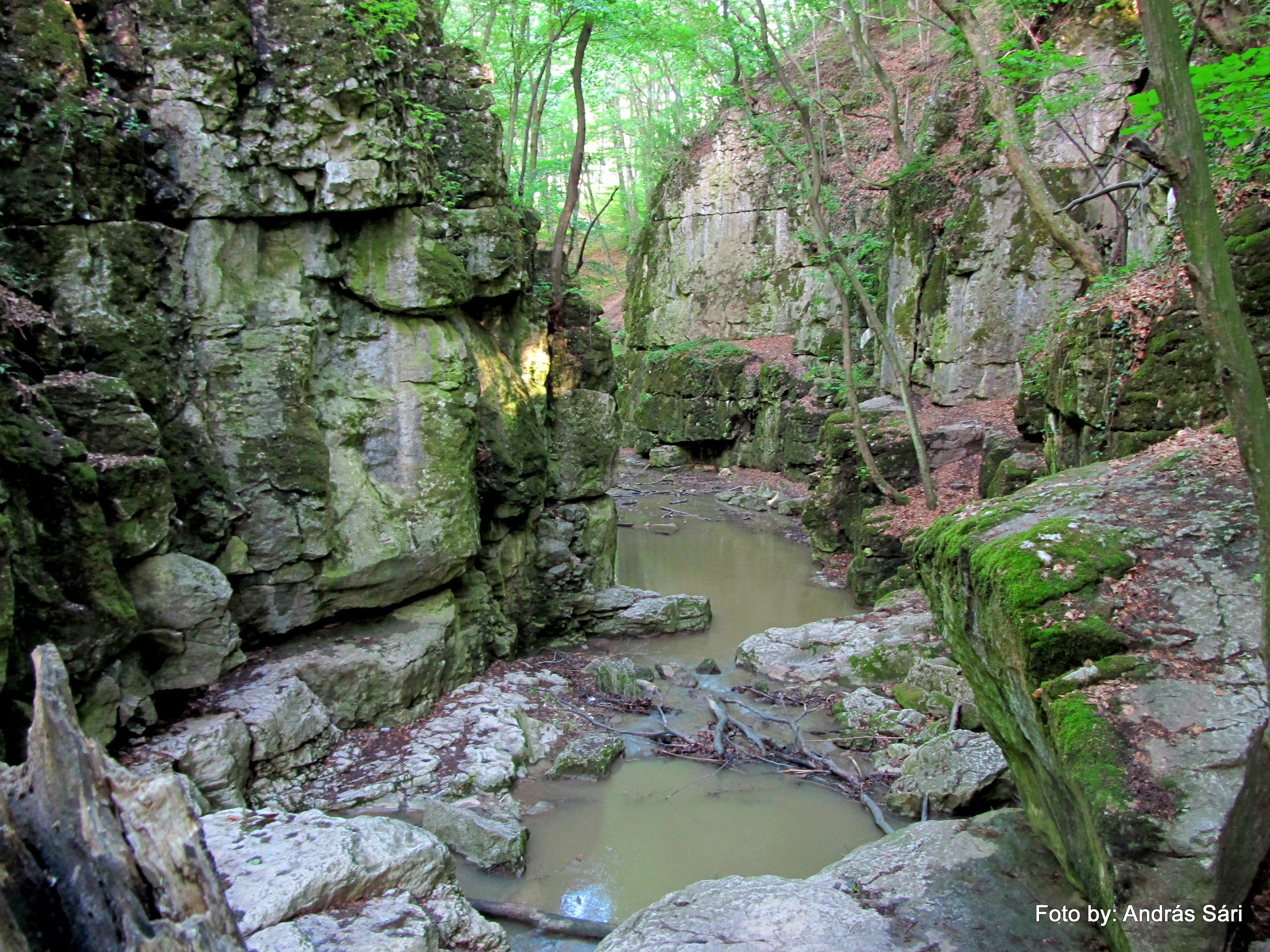
Szurdok

## Szabadidő
A szurdok és vízesés előtt, és után is kiépített pihenőhelyek várják a kirándulókat, tűzrakóhelyekkel, esőházakkal. Itt vezet el az Országos Kéktúra 9-es számú szakaszának Bakonynána és Jásd közti útvonala. A Közép-dunántúli Piros túramozgalom szintén a közelében halad el.

## Megközelítése
Az Országos Kéktúra jelzésén Bakonynána felől 2 kilométer, Jásd felől 4 kilométer, a piros jelzésen Tés irányából 4.5 kilométeres túrával érhetünk a Római-fürdőhöz.